# José Abílio de Albuquerque Ávila
Coronel José Abílio de Albuquerque Ávila (nasceu em Bom Conselho, Pernambuco em 16 de junho de 1885 - Bom Conselho, Pernambuco 7 de outubro de 1969), foi um dos principais líderes políticos do Nordeste, coronel, latifundiário, 4 vezes prefeito e 2 vezes deputado estadual de Bom Conselho e amigo, protetor e fornecedor de armas de Lampião.
José Abílio nasceu na Fazenda Mandacaru, era filho único de Abílio Pereira Ávila e Maria Tenório de Albuquerque. Descendia pelo lado paterno das famílias Pinto de Miranda e da família Tenório Cavalcanti de Albuquerque da qual também descendia pelo seu lado materno. Era sobrinho do Barão de Palmeira dos Índios, primo do coronel Audálio Tenório e do coronel Lucena Maranhão.
Recebeu o título de Coronel da Guarda Nacional através da esposa do Dr. Bento Borges, na época deputado do Recife, por ter ajudado o marido a se eleger nas eleições.
Quando Manoel Borba se tornou governador de Pernambuco em 1915 ele convidou José Abílio para se tornar delegado de Bom Conselho. Em 1919 ele foi eleito prefeito de Bom Conselho.
Uma vez foi chamado para fazer as pazes com o governador Carlos Lima Cavalcante. O Governador para iniciar a conversa dizendo: “Coronel José Abílio, sempre lhe tratei com distinção e o senhor me passa um telegrama daquele?”
No que o Coronel então retrucou: “Dr. Carlos, é uma verdade. O senhor sempre me tratou bem, porém, no dia que me telegrafou desfez tudo. Eu, temendo que o senhor se acostumasse a me tratar mal, então respondi o telegrama, dando logo um tiro de misericórdia na questão...”. A situação foi amenizada por Agamenon Magalhães.
Em 1938 o coronel Lucena Maranhão solicitou a identificação oficial da cabeça de Lampião.
Foi prefeito de Bom Conselho em 1936, e deputado estadual em 1951 e 1954.

## Homenagens
Palácio Municipal Coronel José Abílio de Albuquerque Ávila em Bom Conselho, Pernambuco.
Escola Coronel José Abílio.